# Troy (Kansas)
Troy – miasto położone w Hrabstwo Doniphan.